# Friedrich Graf von Waldersee
Friedrich Gustav Graf von Waldersee (Traducción nombre: Federico Gustavo Conde de Waldersee) (21 de julio de 1795, Dessau-15 de enero de 1864, Potsdam) fue un Teniente General y escritor militar prusiano.

## Vida
Friedrich Graf von Waldersee era hijo de Franz Graf Waldersee, hijo del Duque Leopoldo III de Anhalt-Dessau. Su hermano fue Franz Heinrich Graf von Waldersee y su sobrino Alfred von Waldersee.

### Matrimonio e hijos
El 2 de julio de 1823, se casó con Ottilie von Wedel (1803-1882) en Silligsdorf. El matrimonio produjo los siguientes hijos:
- Gustav Ludwig Otto Eduard von Waldersee (1826-1861).
- Rudolf Karl von Waldersee (1827-1870).
- Helene von Waldersee (1830-1869).
- Bertha von Waldersee (1833-1884).

Von Waldersee era oficial y soldado profesional prusiano, y posteriormente comandante del "Gardekorps Kaiser Alexander Garde-Grenadier-Regiment Nr. 1" en Berlín. Fue Ministro de Guerra Prusiano entre 1854 y 1858. Como comandante de las tropas prusianas en Dresde tuvo éxito en reprimir el Alzamiento de Mayo de 1849 en Dresde.
Su obra escrita trata del entrenamiento de la infantería y algunos de sus libros tienen más de cien ediciones impresas.

## Obras
- Der Kampf in Dresden im Mai 1849. Mit besonderer Rücksicht auf die Mitwirkung der Preußischen Truppen geschildert und militairisch beleuchtet, Berlín 1849.
- Der Dienst des Infanterieunteroffiziers. Berlin spätere Aufl. 1895.
- Leitfaden für den Unterricht des Infanteristen. Berlín 1903.